# Črnošolec
Črnošolec (Ljubljana, 1909) je drama Antona Medveda.

## Osebe
- Orešnik Miha, kmet
- Katra, Mihova žena
- Pavel, Mihov in Katrin sin sin
- Cilka, Mihova in Katrina hči
- Malova Neža, osebnica
- Janez, Nežin sin
- Rozalka, Nežina hči
- Lija, graščakinja na Razdrtem
- Kalin, slikar
- Župnik
- Blažetov Jernač, dninar
- Ciganka

Godi se v vasi Zavodje na Slovenskem.

## Vsebina

### 1. dejanje
Jernač nagovori ciganko, da staremu Orešniku vrže karte; govori mu o težki krivdi, ki da leži nad družino, in o sinu, ki bo, ko bo pel novo mašo, to krivdo umil. Orešnik je nad  prerokbo precej vznemirjen, še bolj pa ga prizadene, ko se sin vrne domov in pove, da je izstopil iz semenišča, da nima pravega poklica za duhovniški stan; v jezi mu odreče vso podporo in mu pokaže vrata. Graščakinja Lija, ki ji je Pavel močno všeč, ga povabi stanovat k sebi, tam bo srečal tudi svojega dobrega prijatelja Kalina. Pavel ponudbo sprejme, saj druge izbire nima. Orešnik strogo prime hčerko, sumi, da je sin zapustil semenišče zaradi Malove Rozalke, ki je Cilki najljubša prijateljica, saj se z Rozalkinim bratom Janezom ljubita. Orešnik Malove sovraži, Rozalko grobo nažene, češ da je zapeljivka. V pogovoru z Jernačem se razkrije, od kod njegova mržnja: pred desetimi leti je na Jernačevo ščuvanje Mala pahnil v Tolmun, da se je utopil. Vest se mu zmerom huje oglaša, muči tako, da že izgublja razsodnost in užali Jernača. Ta se zaroti, da se bo maščeval.

### 2. dejanje
Pavel zaupa staremu župniku, zakaj je izstopil: ne verjame si, da bi vzdržal na poti kreposti, pa tudi Rozalika se mu je pregloboko vtisnila v dušo; študiral bo kaj drugega, prišel do kruha, potem pa… Zaradi ljubezni do dekleta je Pavel povsem gluh za Lijino zapeljevanje; ko od Kalina zve, da je gospa zaljubljena vanj, sklene odpotovati, še prej pa si z Rozaliko prisežeta ljubezen in zvestobo. V tem zagori Orešnikova hiša, ki jo je zažgal Jernač. Orešniku se zblede, beži, kriči: V pekel me hočejo!

### 3. dejanje
Lijina strast do Pavla raste, Kalinu ne more verjeti, da ji je na poti Rozalka – kaj je proti njej ta kmečka butara! Da bi spodnesla tekmico, najprej naščuva Janeza: pove mu, da je Orešnik ubil njegovega očeta, naj torej ne dopusti, da se sestra zaplete z morilčevim sinom. Janez ni maščevalen, zdi se mu celo prav, da bi dvojna ljubezenska zveza zbrisala staro sovraštvo. Šele ko Pavel, ki čudaškega in samotarskega fanta sodi, kakor ga sodijo drugi, ne privoli v Cilkino poroko z njim, mu tudi Janez prepove shajanje z Rozalko. Pavel se odloči za beg, Rozalko bo vzel s sabo, zvesti Kalin bo vse uredil, dekle pa bo za dan in uro bega izvedela iz pisma, ki ji ga bo pustil v votlem drevesu grajskega parka. Lija dogovor ljubimcev sliši in sklene, da ga bo izkoristila. Vtem pride Cilka z novico, da je stric zapustil Pavlu 2000 goldinarjev, a le pod pogojem, če bo pel novo mašo.

### 4. dejanje
Lija, poučena s Pavletovim pismom v votlem drevesu, najame Jernača, da nažaga brv, po kateri bi morala priti Rozalka. Pavel in Kalin čakata, ko se zasliši Rozalkin krik. Pri padcu se je hudo poškodovala in moška jo odneseta v najbližjo hišo.  Rozalka pa ljubemu izrazi zadnjo željo: vrne naj se v semenišče in postane duhovnik. Vtem pride nad Pavla Janez, ki je od Lije zvedel, da je Pavel hotel Rozalko skrivaj odpeljati – česar drugim ne privošči, si sam s silo jemlje, kar je pa seveda krivica. Pavel še zmeraj misli, da bi bila zveza z Janezom za sestro katastrofa, zato mu ponižujoče odgovori, nakar se Janez fizično spravi nadenj. Prav tedaj pride Cilka povedat, da je Rozalka slaba, zelo huda je na Janeza: divjak je, ni čudno, da ga ljudje z bratom vred slabo sodijo! Janez obljubi, da se bo spremenil, a to bo zmogel le s Cilkino pomočjo. Cilka se potolaži, seže mu v roko, tedaj pa pride Pavel ves iz sebe: Rozalka je mrtva!

### 5. dejanje
Pavel obupuje, ne ve kod ne kam, čuti se krivega za Rozalkino smrt. Kalin mu v tolažbo prinese dekletovo sliko, Lija pa ga hoče povabiti s seboj na potovanje, kjer bi ha poskušala osvojiti. Toda župnik, ki je pravkar spovedal na smrt bolnega Jernača, razkrije Lijino spletko in zločin. Lija preplašena pobegne, v Pavlu se zjasni: eno leto življenja v svetu mu je dalo odgvor, zdaj ve, kam ga vodi pot. Sodbo na Lijo prepusti Bogu, sestro zaroči z Janezom, za doto ji podari goldinarje, ki jih je podedoval; kajti izpolnil bo Rozalkino zadnjo željo, postal bo duhovnik. Ko nori Orešnik to sliši, se s krikom: Reši me krivde!  zgrudi mrtev.